# HD현대삼호
HD현대삼호(HD現代三湖)는 전라남도 영암군 삼호읍에 위치한 대한민국의 조선업체이다. HD현대그룹의 계열사로서, 중간지주회사인 한국조선해양주식회사의 자회사이다.

## 조선소 개요
연간 430만 GT, 50척 가량의 초대형 선박 건조가 가능한 초대형 도크 2개와 육상 건조장을 보유하고 있으며, 1200톤 인양능력의 육상건조장 골리앗 크레인과 최대 900톤의 블록을 탑재할 수 있는 골리앗 크레인 2기를 포함하여, 총 6기가 가동 중에 있다. 사내 협력사를 포함한 고용 규모는 1만2천여 명으로 호남권 매출 1위를 기록하고 있었으며, 특히 LNG, LPG, D/F 탱커/컨테이너, 메탄올 추진 선박 등을 주력으로 차별화된 기술력을 바탕으로 친환경 선박 시장을 주도하고 있다.

## 연혁
- 1992년 - 한라중공업이 전남 영암군 삼호읍의 88만평의 부지에 삼호조선소 착공
- 1996년 - 첫호선 건조, 인천공장 이전 완료
- 1997년 - IMF 구제금융사건, 한라중공업 부도
- 1999년 - 현대중공업의 위탁경영 시작
- 2002년 - 현대중공업그룹사로 편입, 7억불 수출의 탑 수상
- 2003년 - '현대삼호중공업(現代三湖重工業)'변경, 전남도에 본사를 둔 기업 매출 1위
- 2007년 - 현대실내테니스장 준공, 업계 최단기간 2천만톤 선박 건조 달성
- 2009년 - 무역의 날 '30억불 수출탑 수상'
- 2013년 - 5천만 DWT 선박건조 달성
- 2014년 - 동반성장 최우수 기업 표창, 대한민국 나눔 국민대상 국무총리표창
- 2015년 - 본관 신축, 1만톤 해상크레인 현대중공업 인도
- 2018년 - 세월호 직립 공사 성공, VR 가상체험 안전교육장 조성
- 2020년 - 육상건조 100척 기록 달성

## 역대 대표이사
| 성명   | 代  | 출생년도 | 재임기간            | 학력              | 비고       |
| ------ | --- | -------- | ------------------- | ----------------- | ---------- |
| 이연재 | 1대 | 1942     | 1999. 10 ~ 2005. 11 | 서울대 경제학과   | 삼호중공업 |
| 강수현 | 2대 | 1947     | 2005. 12 ~ 2008. 02 | 부산대 조선공학과 |            |
| 황무수 | 3대 | 1945     | 2008.03 ~ 2010. 11  | 부산대 조선공학과 |            |
| 오병욱 | 4대 | 1947     | 2010. 12 ~ 2013. 02 | 한양대 기계공학과 |            |
| 하경진 | 5대 | 1954     | 2013. 03 ~ 2015. 11 | 서울대 조선공학과 |            |
| 윤문균 | 6대 | 1955     | 2015. 11 ~ 2018     | 인하대 조선공학과 |            |
| 이상균 | 7대 | 1961     | 2018.11 ~ 2020.05   | 인하대 조선공학과 |            |
| 김형관 | 8대 | 1968     | 2020.05 ~ 2022.11   | 서울대 조선공학과 |            |
| 신현대 | 9대 | 1959     | 2022.11 ~           | 충북대 전기공학과 |            |

## 사건 사고
2019년 8월 13일 오후 5시 34분경 주변 작업장LP가스관이 일부 파괴되면서 LP가스 누출로 폭발 사고가 일어나서 선박내부에서 용접 작업을 하고 있던 중국인 근로자 2명이 화상을 입고 병원에서 치료 했다.

## 같이 보기
- 현대사계절축구장